# Brittney Griner
Brittney Yevette Griner (Houston, Texas, Estados Unidos, 18 de octubre de 1990) es una jugadora de baloncesto estadounidense que actualmente milita en el Phoenix Mercury de la WNBA, previamente militaba en el UMMC Ekaterinburg de la liga rusa de baloncesto. Jugó al baloncesto universitario en la Universidad de Baylor en Waco, Texas. Fue la primera jugadora de baloncesto de la NCAA en anotar 2000 puntos y taponar 500 tiros. En 2012, la tres veces All-American, fue nombrada Jugadora del Año AP y Jugadora Más Sobresaliente de la Final Four.
Mide 6 pies y 8 pulgadas (2,03 m) de altura, usa zapatillas de tamaño 17 de hombres y cuenta con una envergadura de 86 pulgadas (2,2 m). Además de ser una de las mejores jugadoras de la WNBA, Griner es muy popular por realizar mates con cierta frecuencia.
En 2009, Griner fue nombrada jugadora de baloncesto femenina número 1 de los institutos de la nación por Rivals.com. Griner fue seleccionada para el equipo de baloncesto McDonald's All-American. En 2012 se le concedió el premio ESPY como la mejor atleta femenina.

## Carrera

### Universidad

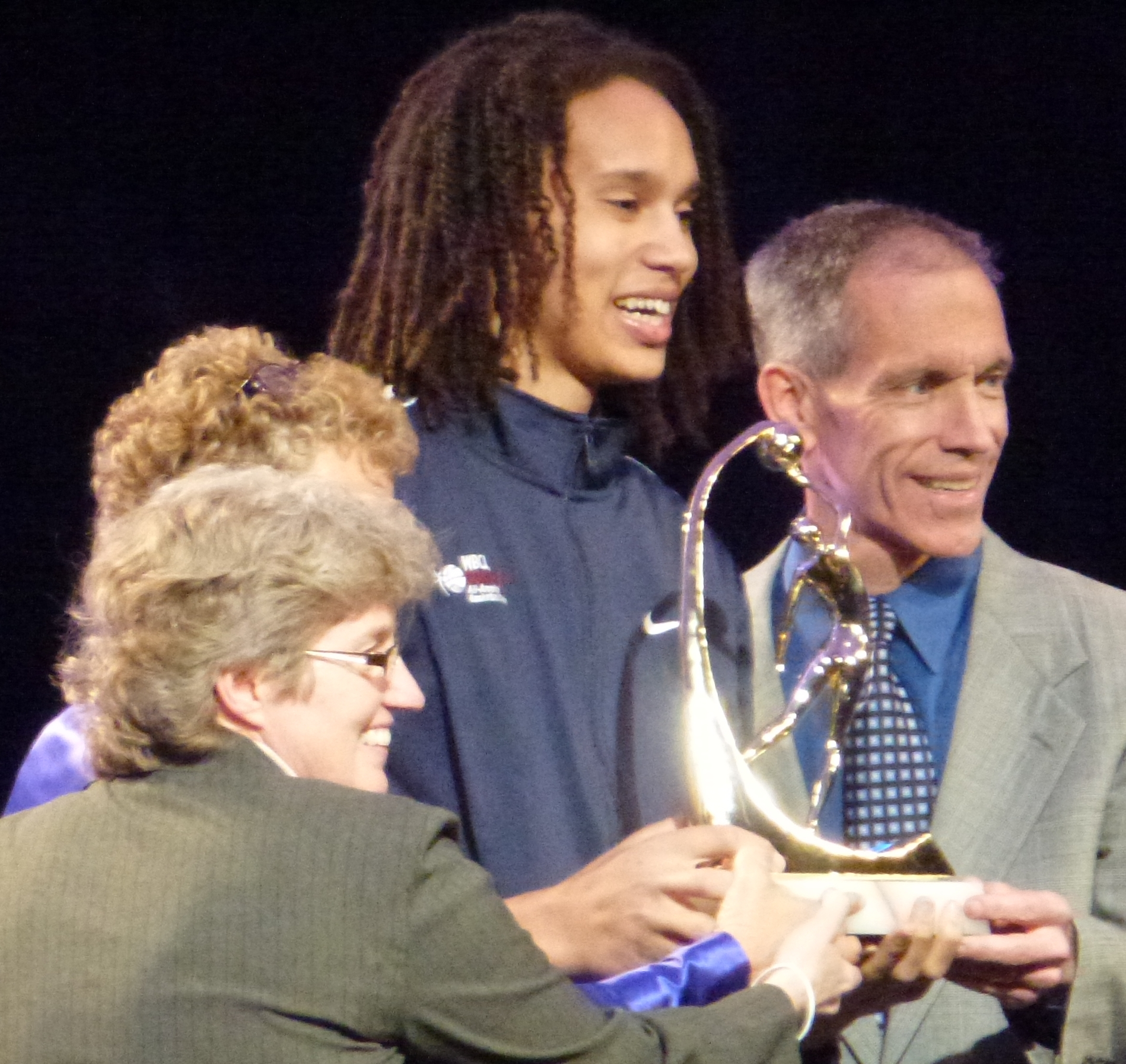
Brittney Griner recogiendo el Premio Wade en 2012.

#### Estadísticas
| Año     | Equipo | PJ  | PT  | MPP  | %TC  | %3P  | %TL  | RPP | APP | ROB | TPP | PPP  |
| ------- | ------ | --- | --- | ---- | ---- | ---- | ---- | --- | --- | --- | --- | ---- |
| 2009–10 | Baylor | 35  | 35  | 33.5 | .503 | .000 | .684 | 8.5 | 1.0 | 0.5 | 6.4 | 18.4 |
| 2010–11 | Baylor | 37  | 37  | 31.8 | .543 | .500 | .777 | 7.8 | 1.4 | 0.4 | 4.6 | 23.0 |
| 2011–12 | Baylor | 40  | 40  | 32.7 | .609 | .500 | .800 | 9.5 | 1.6 | 0.6 | 5.2 | 23.2 |
| 2012–13 | Baylor | 36  | 36  | 30.8 | .607 | .000 | .712 | 9.4 | 2.4 | 0.7 | 4.1 | 23.8 |
| Total   | Total  | 148 | 148 | 32.2 | .565 | .255 | .745 | 8.8 | 1.9 | 1.0 | 5.1 | 22.1 |

### WNBA

#### Phoenix Mercury
Brittney Griner fue seleccionada en la primera ronda (puesto 1) del Draft de la WNBA de 2013 por Phoenix Mercury. Debutó con las Mercury el 27 de mayo de 2013 ante las Chicago Sky con 17 puntos, 8 rebotes, una asistencia, un robo y 4 tapones. En ese partido se convirtió en la primera jugadora de la WNBA en hacer un mate desde que lo hiciera Candace Parker en 2008, además de ser la primera rookie en conseguirlo el día de su debut. También estableció un récord de más mates realizados por una mujer en un partido de la liga profesional, con dos machaques.

## Estadísticas de su carrera en la WNBA

### Temporada regular
| Año   | Equipo  | PJ  | PT  | MPP  | %TC  | %3P  | %TL  | RPP | APP | ROB | TPP | PPP  |
| ----- | ------- | --- | --- | ---- | ---- | ---- | ---- | --- | --- | --- | --- | ---- |
| 2013  | Phoenix | 27  | 27  | 25.9 | .556 | .000 | .724 | 6.3 | 1.0 | 0.5 | 3.0 | 12.6 |
| 2014  | Phoenix | 34  | 34  | 30.7 | .578 | .000 | .802 | 8.0 | 1.6 | 0.6 | 3.7 | 15.6 |
| 2015  | Phoenix | 26  | 26  | 30.7 | .565 | .000 | .773 | 8.1 | 1.3 | 0.3 | 4.0 | 15.1 |
| 2016  | Phoenix | 34  | 34  | 29.2 | .548 | .000 | .831 | 6.5 | 1.0 | 0.3 | 3.1 | 14.5 |
| 2017  | Phoenix | 26  | 26  | 31.5 | .577 | .000 | .812 | 7.6 | 1.9 | 0.6 | 2.5 | 21.9 |
| Total |         | 147 | 147 | 29.6 | .566 | .000 | .797 | 7.3 | 1.4 | 0.5 | 3.3 | 15.8 |

## Vida personal
En una entrevista concedida a Sports Illustrated el 17 de abril de 2013 Griner se declaró públicamente homosexual y confesó haber sufrido bullying desde niña.
El 14 de agosto de 2014, Griner anunció su compromiso con la también jugadora de la WNBA, Glory Johnson. El 23 de abril de 2015 fue acusada de violencia doméstica por su expareja.
En febrero de 2022 fue detenida en un aeropuerto de Rusia por llevar dos cartuchos de vapeo que contenían 0,252 y 0,45 gramos de aceite de cannabis y condenada a 9 años de cárcel por tráfico de drogas.
El 8 de diciembre del 2022, fue puesta en libertad, tras un intercambio de prisioneros entre los Estados Unidos y Rusia. El intercambio se dio con el traficante ruso, Viktor Bout.